# Šluknov
Šluknov (tjekkisk udtale: [ˈʃluknof] ; tysk: Schluckenau) er en by i distriktet Děčín i  regionen Ústí nad Labem i Tjekkiet med omkring 5.700 indbyggere. Den ligger på grænsen til Tyskland, og det er den nordligste by i landet. Byens centrum med slottet og området Křížový vrch er velbevaret og er beskyttet ved lov som en bymæssig monumentzone.
Bydelen Císařský og landsbyerne Harrachov, Královka, Království, Kunratice, Nové Hraběcí og Rožany er administrative dele af Šluknov.

## Geografi
Šluknov ligger omkring 30 km  nordøst for Děčín. Det ligger i den fremtrædende region Šluknov Krogen  (Schluckenauer Zipfel) på grænsen til Tyskland og er den nordligste by i Tjekkiet.
Šluknov ligger i området Lausitzer Bergland. Det højeste punkt på kommunens område ligger på skråningerne af Hrazený-bjerget, på omkring 550 moh. Området er rigt på små vandløb. Den længste af dem er Rožanský Bækken. Andre bemærkelsesværdige vandløb er Lesní, som forsyner et sæt damme, og Stříbrný, som løber gennem det bebyggede område.

## Historie

### Tidlig historie
Den første skriftlige omtale af Šluknov er fra 1281. De første ejere var den adelige familie af Berka af Dubá. Under deres administration blev Šluknov det administrative og økonomiske centrum for den tjekkiske del af deres ejendom. Familiens våbenskjold ses stadig i byens våbenskjold. I 1359 blev Šluknov forfremmet til en by.
Under kong George af Poděbradys regeringstid blev Berka af Dubás ejendom konfiskeret, og Šluknov blev erhvervet af Wartenberg-familien. Næste ejere af godset var familierne Schleinitz, Mansfeld, Dietrichstein og Harrach. Før byen blev selvstændig, var den sidste ejer af godset grev Erwin Leopold Nostitz-Rieneck.
Šluknov blev ramt af mange brande, de største af dem var i 1634, 1710 og 1838, hvor næsten hele byen brændte ned.
Under Trediveårskrigen blev byen gentagne gange alvorligt beskadiget af den svenske hær. Under Napoleonskrigene, i 1813 blev byen plyndret af en hær på 100.000 mand.
Indtil 1918 var Schlukenau (Schlukenau siden slutningen af det 19. århundrede) en del af det østrigske monarki (på Østrigs side efter kompromiset i 1867), leder af distriktet af samme navn, en af de 94 Bezirkshauptmannschaften i Bøhmen.

### Nazitiden
I 1930 var Schluckenau hjemsted for 5.578 indbyggere, der stort set var etnisk tyske. Før Anden Verdenskrig var Schluckenau et center i Tjekkoslovakiet for det pro-nazistiske Sudetendeutsche Partei (SdP) ledet af Konrad Henlein. Dette var en af grundene til, at Adolf Hitler i marts 1939 valgte byen som det første stop for Wehrmacht under den tyske annektering af Sudeterland. Wehrmacht fortsatte med at besætte Prag og etablere protektoratet for Bøhmen og Mähren.
Efter invasionen af Wehrmacht blev nogle tjekkere drevet ud af Schluckenau ind i det indre af Bøhmen. Fra 1938 til 1945 var Schluckenau sæde for distriktsadministratoren for distriktet Schluckenau i det nazistiske tyske Sudeterland, distriktet Aussig ( tjekkisk: Ústí nad Labem).

### Moderne historie
Efter krigen, i 1945, vendte byen tilbage til Tjekkoslovakiet, og de tyske indbyggere blev udvist i henhold til Beneš-dekreterne. Byen blev omdøbt til Šluknov. Kun få tjekkere var villige til at slå sig ned i den afsidesliggende nordbøhmiske by efter dens befolkning nærmest var halveret.

## Seværdigheder
Renæssanceslottet Šluknov Slot er byens vigtigste vartegn. Det blev bygget i det 16. århundrede af Schleinitz-familien, og det erstattede en gammel borg fra 1487. I det 17. århundrede blev der foretaget barokke modifikationer. I 1986 blev Šluknov Slot brændt ned. Efter tyve års forfald blev det repareret. Ud over udstillings- og arrangementslokaler placeret i bygningen er der et turistkontor. Slotsparken bruges ofte til offentlige arrangementer.
Míru-pladsen er byens historiske centrum. Dens vartegn er baroksøjlen for den hellige treenighed  fra 1751-1752 og en empire-fontæne fra 1794.
Den tidlige barokkirke Sankt Wenceslaus er den tredje kirke på stedet. De tidligere blev nedbrændt af brande i 1634 og 1710, og den nuværende kirke blev bygget i 1711-1722.